# 南極の経済
沿岸の漁業や南極を拠点としない小規模な観光を除き、南極の経済活動は無い。南極ドルという記念品がアメリカ合衆国とカナダで売られているが、法定通貨ではない。

## 漁業
1998年7月から1999年1月末までの南極の水揚げ量は、およそ11万9898トンである。規制されていない漁業の水揚げ量は、規制された漁獲権の5 - 6倍多い。さらに、伝えられるところでは1998年、南極近海で違法漁業があり、（フランスとオーストラリアが）最低でも8艘の漁船を押収した。南極海#資源も参照。 

## 観光
小規模な観光は1950年代からあった。1969年以降、3万人以上の観光客が南極を訪れた。1998年から1999年の間の夏は、計1万13人の観光客が訪れた。そのほとんどは16隻の商業用（政府用ではない）の船と、夏の間合わせて116回も航行した何艘かのヨットでやってきた。殆どの観光客はおよそ2週間旅をした。
2010年現在は、南極特有の絶景を見に来た観光客を乗せた船が何隻か訪れる。また、オーストラリアを飛び立って南極に着陸せず帰る観光飛行もある。なお、1979年に起きたニュージーランド航空901便エレバス山墜落事故以後、ニュージーランドからの同様の観光飛行は無かった。

## 観測基地
およそ30ヶ国が、合計およそ70の南極観測基地を持っている。そのうちおよそ40は恒久的、およそ30は夏季限定の基地である。人口は、夏はおよそ4000人、冬はおよそ1000人である。